# William Crawford Williamson
Pour les articles homonymes, voir William Crawford (homonymie), Crawford et Williamson.
William Crawford Williamson, né à Scarborough (Yorkshire du Nord) le 24 novembre 1816 et mort à Clapham (Londres) le 23 juin 1895, est un naturaliste britannique.

## Biographie
Williamson naît à Scarborough. Son père, John Williamson, après avoir débuté comme jardinier est devenu naturaliste et a été le premier qui, avec William Bean, a exploré les couches fossilifères de la côte du Yorkshire. Il est conservateur du musée d'histoire naturelle de Scarborough et le jeune Williamson est ainsi immergé dans un milieu scientifique. Par exemple William Smith, le « père de la géologie anglaise », a vécu deux ans dans la maison Williamson. Le grand-père maternel de William est lapidaire, ce qui lui permet d'apprendre le travail de la découpe des pierres qui lui sera utile lors de ses études sur la structure des plantes fossiles.
Williamson commence très tôt à contribuer à la science. Peu après ses 16 ans il publie un article sur les espèces rares d'oiseaux du Yorkshire et en 1834 un article présenté à la Geological Society of London, son premier mémoire sur les fossiles du Mésozoïque de son comté natal. Dans le même temps il assiste John Lindley et William Hutton pour la préparation de Fossil Flora of Great Britain -- La flore fossile de Grande-Bretagne. Pendant ses études de médecine il trouve le temps d'être conservateur du musée d'histoire naturelle de Manchester. Après avoir terminé ses études à l'University College en 1841 il retourne à Manchester pour pratiquer sa profession avec succès. Quand l'Owen's College est fondé dans sa ville en 1851 il y devient professeur d'histoire naturelle avec la fonction d'enseigner la géologie, la zoologie et la botanique. En vue d'une nécessaire division du travail de nouveaux professeurs sont engagés mais il continue à enseigner la botanique. Peu après il se retire à Clapham où il meurt en 1895.
Williamson est un professeur populaire mais son travail ne se confine pas qu'à l'enseignement. Son travail de recherche, poursuivi avec énergie toute sa vie, a une large portée dans le milieu professionnel. En géologie ses travaux sur la distribution des fossiles du Mésozoïque, qu'il entreprend des 1834, ainsi que les études sur la part des organismes microscopiques dans la formation des dépôts marins (1845) sont d'une importance fondamentale. En zoologie, ses recherches sur le développement des dents et des os de poissons et sur les foraminifères, un ordre sur lequel il écrit une monographie en 1857 pour la Ray society, sont aussi considérés comme important. En botanique, en plus de son mémoire sur les minuscules structures construites par les volvox, une espèce d'algue microscopique, il étudie aussi la structure des plantes fossiles établissant ainsi la paléobotanique britannique sur des bases scientifiques ; ces recherches le mettent sur le même pied qu'Adolphe Brongniart comme un des fondateurs de cette discipline scientifique. Il est lauréat de la médaille royale en 1874 et de la médaille Wollaston de la Geological Society of London en 1890. Il devient membre étranger de l’Académie des sciences de Göttingen et de celle de Suède. Il reçoit un docteur honorifique de l’université d’Édimbourg en 1883. Il devient membre de la Royal Society en 1854.
Une autobiographie est éditée par sa femme Reminiscences of a Yorkshire Naturalist en 1896.

## Source
(en) « William Crawford Williamson », dans Encyclopædia Britannica , 1911 (lire sur Wikisource).